# 白景中
白景中（1932年8月—），男，黑龙江讷河人，中华人民共和国政治人物、计量学家，曾任国家计量局局长，第八、九届全国政协委员，